# Киос (миноносец)
«Ки́ос» (греч. Κίος) — греческий миноносец, бывший австрийский миноносец SMS Tb 99-Μ.

## История
Построен на верфи фирмы Cantiere Navale Triestinoв Монфальконе в 1914 году. Принадлежит большой серии австрийских миноносцев типа Tb 82 F, построенных в Фиуме, и типа Tb 98 M, построенных в Монфальконе. Один из 6 судов этого типа предоставленных Греции в 1922 году, в качестве репараций после окончания Первой мировой войны и раздела австрийского флота. Все греческие суда этих типов получили имена древних греческих городов Малой Азии, оставленных греческой армией в том же 1922 году: Пергамос (Пергам), Пруса (Бурса), Панормос (Бандырма), Киос (Гемлик), Кидониэ (Айвалык), Кизикос (Кизик).
В 1926 году был произведен капитальный ремонт судна плавмастерскими ГЕФЕСТ (греч. ΗΦΑΙΣΤΟΣ). Миноносец принял участие в греко-итальянской войне 1940—1941 года. После вступления в войну Германии, пришедшей на помощь итальянцам, за четыре дня до вступления немцев в Афины, 23 апреля 1941 года, миноносец подвергся атаке 28 немецких самолётов в заливе пригорода Афин, Вулиагмени. При этом погибли стармех Е. Петропулос и офицер П. Пиреотис. Корабль получил многочисленные пробоины. Не имея возможности следовать за другими кораблями флота, получившим приказ следовать к Криту и на временную базу в Александрию, Египет, капитан миноносца Д. Валтинос дал команду экипажу потопить корабль.